# أورانجتاون (نيويورك)
أورانجتاون (بالإنجليزية: Orangetown, New York)‏ هي معلم جغرافي تقع في الولايات المتحدة في مقاطعة روكلاند، نيويورك. يقدر عدد سكانها بـ 49,212 نسمة ومساحتها 81.2 كم2 وترتفع عن سطح البحر 29 متر.